# Cerro de Hojas
Cerro de Hojas är en ort i Mexiko.   Den ligger i kommunen San Felipe Usila och delstaten Oaxaca, i den sydöstra delen av landet, 300 km sydost om huvudstaden Mexico City. Cerro de Hojas ligger 383 meter över havet och antalet invånare är 125.
Terrängen runt Cerro de Hojas är kuperad österut, men västerut är den bergig. Runt Cerro de Hojas är det ganska glesbefolkat, med 42 invånare per kvadratkilometer. Närmaste större samhälle är San Felipe Usila, 7,0 km väster om Cerro de Hojas. I omgivningarna runt Cerro de Hojas växer i huvudsak städsegrön lövskog.